# Жизнен цикъл на продукт
Жизнен цикъл на продукт е понятие в маркетинга, което използва аналогията с жизнения цикъл на биологичните организми, за да опише продължителността и последователните изменения на пазарния живот на даден продукт. Жизненият цикъл касае не конкретна стокова единица, а в по-общ план продуктът като разновидност на определена продуктова линия. Графично пазарното развитие се изразява посредством кривата на продажбите, в която отчетливо се открояват четири различни фази:
1. въвеждане (внедряване) на пазара,
2. пазарен растеж,
3. зрялост, и
4. спад.

Твърдението, че даден продукт има жизнен цикъл се обосновава от това, че:
- продуктите имат ограничен живот;
- продажбите преминават през няколко етапа, като всеки представлява различни предизвикателства, възможности и проблеми пред търговеца;
- се наблюдават възход и спад на печалбата през различните етапи на продуктовия цикъл;
- продуктите изискват различни по структура и обем маркетингови, финансови, производствени стратегии и човешки ресурси във всяка фаза на жизнения цикъл.

## Кратка история
Идеята за сходство между жизнения цикъл на човека (въобще на биологичните системи) и развитието на продажбите на някаква стока датира още от втората половина на 1960-те години. Собствениците на магазини и ръководителите на производствени фирми още преди десетилетия са усещали, че с продажбите става нещо от даден момент нататък. Липсата на достатъчно анализи на реални данни са оставяли нещата в сферата на усещанията. В средата на 1960-те години професорът по маркетинг Франк Бас (Frank Bass) започва изследвания върху използването на компютри за маркетингови анализи. Той набира данни за развитието на продажбите на различни стоки във времето. Анализът на емпирични данни за много стоки показва, че в началото на тяхното появяване на пазара се наблюдава период на слабо нарастване, последван от рязко увеличаване на обема на продажбите, задържане на едно сравнително постоянно равнище и след това спадане, предизвикано от ориентиране на потребителите към по-съвременни заместители на продукта.

## Етапи
Етап на внедряване
Етапът на внедряване започва със самото появяване на продукта на пазара. Той е началото на жизнения цикъл на всеки продукт. През този период се формира пазарът на продукта. Тогава печалбите са нулеви, а продажбите – негативни. Процедурата по въвеждане на продукта на пазара обикновено изисква време и пласментът през този период расте бавно.
Етап на растеж
През етапа на растеж продажбите се увеличават бързо и печалбите достигат максималните си стойности. Този етап се характеризира с увеличаване на конкурентността на пазарите.
Етап на зрялост
В този период продажбите са в максималните си обеми и започват бавно да намаляват. Типично за етапа е оформяне на жестока конкуренция, навлизат нови търговски марки на съществуващите пазари, конкурентите подчертават различията в качеството, цената и всички подобрения в своите варианти на продукта. Някои от по-слабите конкуренти отпадат.
Етап на спад
В резултат на развитието на производството и научно-техническия прогрес на пазара непрекъснато се появяват продукти, които съпоставени с разглежданите от нас, са по-нови и често по-добри. Тогава разглежданата стока губи своите позиции, намаляват обемите ѝ на продажба и цените.

## Варианти на жизнения цикъл при различни продукти
Не всички стоки и услуги следват точно очертаните четири отчетливи стадия на традиционната крива на жизнения цикъл. Видът на жизнения цикъл на стоките може да бъде различен, както по продължителност, така и по форма. По-известните модификации на кривата са:
- Сензационна крива (крива „бум“) описва изключително популярен продукт, който поддържа много висок обем продажби дълго време;
- Крива на увлечението се отнася до така наречените „стоки-фетиши“. Това са стоки, които бързо завоюват всеобщо внимание, възприемат се с голям ентусиазъм, достигат ясно изразен пик на популярност и с голяма бързина минават към стадий „Спад“;
- Крива с повторен цикъл е типична за стоки със сезонен характер;
- Гребеновидна крива е разновидност на повторния цикъл. Това последователно възобновяване на популярността се дължи обикновено на предлагането на нови характеристики на стоката, нови начини за нейното използване или просто на появата на нови потребители.
- Крива на провала описва стока, която никога не е завоювала всеобщо внимание и е претърпяла пазарен неуспех и провал.